# Stadion Kranjčevićeva
Stadion Kranjčevićeva – stadion w Chorwacji, znajdujący się w stolicy kraju, Zagrzebiu. Swoje mecze na tym stadionie rozgrywa piłkarska drużyna NK Zagreb. Obiekt ten może pomieścić 12 000 widzów i używany jest nie tylko do celów piłkarskich. Nazwa stadionu pochodzi od nazwiska chorwackiego poety, Silvije Strahimira Kranjčevicia. Z tego powodu kibice NK Zagrzeb nazywani są „Pjesnici”, co po chorwacku znaczy „Poeci”.